# Isaiah Simmons
Isaiah Simmons (Omaha, Nebraska, 26 de julio de 1998) es un jugador profesional estadounidense de fútbol americano que se desempeña en la posición de safety en New York Giants, equipo de la National Football League (NFL).

## Carrera
Fue seleccionado en la primera ronda en la Reunión Anual de Selección de Jugadores de la NFL de 2020. Hizo su debut profesional con el equipo Arizona Cardinals, en el cual jugó cuatro temporadas (2020-2023), luego pasó a New York Giants, donde lleva jugando una temporada.